# Nadjim Manseur
Nadjim Manseur, född den 8 juni 1988 i Bejaia, är en algerisk friidrottare som tävlar i medeldistanslöpning.
Manseur deltog vid VM för ungdomar 2005 där han blev sjua på 800 meter. Som senior var hans första mästerskap Olympiska sommarspelen 2008 där han tog sig vidare till finalen och slutade åtta på tiden 1.47,19.

## Personligt rekord
- 800 meter - 1.44,75